# Castello di Zibello
Das Castello di Zibello ist eine abgegangene mittelalterliche Burg im Zentrum von Zibello, einem Ortsteil der Gemeinde Polesine Zibello in der italienischen Region Emilia-Romagna.

## Geschichte
Die Verteidigungsburg der Siedlung Zibello, das bis zum Jahre 800 zum Bistum Cremona gehörte, wurde Anfang des 12. Jahrhunderts errichtet, der Sage nach auf den Resten einer Festung, die mit vier Türmen bewehrt war und in römischer Zeit im Auftrag von Marcus Brutus, Praetur der Provinz Cremona, errichtet worden war. Das älteste Zeugnis für die Existenz der Burg stammt von 1194, als dort die Tochter des Markgrafen Sopramonte Cavalcabò, des Herrn von Zibello, heiratete.
1218 wurde die potente Burg einem gewalttätigen Angriff durch die Heere von Mailand und Piacenza unterzogen, die aber durch die Garnison aus Cremona und Parma zur Aufgabe gezwungen wurden.
1249 investierte der Kaiser des Heiligen Römischen Reiches, Friedrich II., seinen Condottiere Oberto II. Pallavicino in zahlreiche Lehen im Gebiet von Parma, darunter auch Zibello. Aber 1268 griffen die Truppen von Cremona die Burg an und eroberten sie, wobei sie zerstört wurde.
Im 14. Jahrhundert begrüßten die Herren von Mailand, die Viscontis, die Rückkehr der Pallavicini in ihre Gebiete jenseits des Po in der Region Cremona. 1348 teilte Donnino Pallavicino mit seinem Bruder Oberto das väterliche Erbe und erhielt die Lehen Zibello, Ravarano, Casola, Monte Palerio, Sant'Ilaraio Baganza, Cella und Parola. 1395 erhielt Niccolò Pallavicino die Bestätigung durch die Investitur durch den römisch-deutschen König Wenzel.
1417 wurde das Castello di Zibello vom Heer des Markgrafen von Ferrara, Niccolò III. d’Este, unter der Führung von Uguccione dei Contrari mit Hilfe der Kapitäne Cabrino Fondulo, Bartolomeo Arcelli und Pier Maria I. de’ Rossi belagert. Am 7. Januar 1418 waren Antonio und Donnino Pallavicino mit ihren Söhnen zur Aufgabe gezwungen, wurden gefangen genommen und nach Parma gebracht. Jedoch gelang es den Markgrafen zwei Monate später, zu fliehen und sich nach Zibello zu begeben, wo sie die Burg angriffen. Pier Maria I. de' Rossi, die Grafen Sanvitale, die Markgrafen von Soragna und der Graf Alberico da Barbiano beeilten sich, die Festung zu verteidigen, und schlugen den Markgrafen von Scipione, Pietro Pallavicino, der seinen Vettern zu Hilfe gekommen war, in die Flucht. Die Angreifer wurden gefangen genommen und die D'Estes beschlossen, das Lehen Cabrino Fondulo zu überlassen. Ende 1420 überließ Niccolò III. d’Este Parma und sein Gebiet dem Herzog von Mailand, Filippo Maria Visconti, der 1424 Fondulo gefangen nehmen ließ und seine Besitzungen konfiszierte.
1428 wurde das Gebiet von Parma von den Kämpfen zwischen den Rossis, den Pallavicini und anderen Familien erschüttert. Am Ende der Feindseligkeiten entschied Herzog Filippo Maria Visconti, zahlreichen ehemaligen Lehensleuten ihre Besitzungen, die sie in den vorhergehenden Jahren verloren hatten, wieder zurückzugeben; Antonio Pallavicino, Markgraf von Ravarano, erhielt das Lehen Zibello zurück. Dennoch brachte sich im folgenden Jahr sein Vetter Rolando Pallavicino in Besitz der Burg und 1431 wurde seine Investitur von den Viscontis bestätigt. 1432 verkaufte Antonio offiziell die Hälfte seiner Besitzungen in Zibello an Rolando, aber der Vertrag wurde erst 1434 formalisiert.
1441 überzeugte Niccolò Piccinino den Herzog Filippo Maria Visconti vom Verrat durch den Markgrafen Orlando Pallavicino und ließ sich beauftragen, den Stato Pallavicino zu erobern. An mehreren Fronten angegriffen, war Pallavicino zur Flucht gezwungen und alle seine Lehen wurden von Herzog eingezogen. 1445 bewies der Markgraf dem Herzog Visconti seine Loyalität, der sich mit der Rückgabe fast aller konfiszierten Besitzungen einverstanden erklärte; lediglich Monticelli d’Ongina und einige andere Lehen, die Piccinino erhalten hatte, waren davon ausgenommen.
Nach dem Tod von Rolando 1457 erbte sein Sohn Gianfrancesco die Markgrafschaft Zibello zusammen mit der Hälfte von Solignano. Der Markgraf, der am Ende des Krieges der Rossis 1482 auch in das Lehen Roccabianca investiert wurde, verwandelte die Siedlung Zibello in die Hauptstadt seines kleinen Staates und ließ die Burg neu aufbauen.
Nach dem Tod von Gianfrancesco Pallavicino 1497 folgte im als Herr von Zibello sein viertgeborener Sohn Federico nach, der aber 1502 verstarb und als seine Erben die Kinder Gianfranceso II., Ippolita, Giacoma und Argentina und die Gattin Clarice Malaspina ernannt hatte. 1514 verstarb auch der Markgraf Gianfranceso II. und vermachte seinen Anteil seinen Schwestern. Der Markgraf von Cortemaggiore, Gian Lodovico II. Pallavicino, der Gatte von Ippolita, brachte sich autoritär in Besitz der Burg, an der auch seine Schwägerinnen und die beiden Brüder von Federico, Bernardino und Rolando, Anteile besaßen und die Burg 1515 angriffen. Nach über zwei Monaten Belagerung waren die Besatzer zur Aufgabe gezwungen und die beiden Brüder nahmen die Festung in Besitz.
1526 verstarb Bernardino Pallavicino und seine Hälfte von Zibello fiel an seinen Sohn Uberto. 1529 verstarb auch Rolando Pallavicino ohne männliche Erben; er wurde von Papst Clemens VII. gezwungen, an seinen Neffen zu vererben. Aber noch im selben Jahr wurde Uberto Pallavicino vom Papst exkommuniziert und 1530 griff der Markgraf Ludovico Rangoni, der Schwiegersohn von Rolando Pallavicino, mit Hilfe der päpstlichen Truppen die Burg an, deren Garnison nach Belagerung kapitulierte. So nahm Ludovico Rangoni die Lehen Zibello und Roccabianca in Besitz und begründete damit den jahrhundertelangen Rechtsstreit namens Causa Parmensis Status. 1533 erhielt Uberto ein günstiges Urteil, das aber im folgenden Jahr aufgehoben wurde. 1546 investierte der neue Herzog von Parma, Pier Luigi II. Farnese, Giulio und Pallavicino Rangoni, die Söhne von Ludovico, offiziell in die beiden Lehen. Sie erhielten dafür auch von Ottavio Farnese eine Bestätigung.
1630 endete der Rechtsstreit zwischen den beiden Familien mit einem im Urteil von 1632 eingetragenen Transaktion. Zibello fiel an die Pallavicini, wogegen Roccabianca den Rangonis zugesprochen wurde, und zwar unter der Bedingung, dass, wenn letztgenannte aussterben würden, auch dieses Lehen den Pallavicini von Zibello zurückgegeben würde, was 1762 auch geschah.
1806 musste der letzte Markgraf, Antonio Francesco I. Pallavicino, aufgrund der von Napoleon verfügten Aufhebung der Feudalrechte im Herzogtum Parma und Piacenza das Lehen Zibello aufgeben.
1832 waren von der Burg noch ein über 100 Meter hoher Turm und die Fundamente der anderen drei Türme erhalten. Aber 1844 wurden diese Reste vollständig abgerissen, um die Baumaterialien für den Bau eines Staudamms bei Stagno Parmense zu verwenden; mit dessen Errichtung wurde aber nie begonnen.